# Ryan Babel
Ryan Guno Babel, född 19 december 1986 i Amsterdam, är en nederländsk fotbollsspelare.

## Klubbkarriär

### Ajax
1998 började Babel spela i Ajaxs ungdomssektion och i januari 2004 skrev holländaren på sitt första proffskontrakt med klubben. Med Ajax var han sedan med och vann Holländska cupen två gånger (2006 och 2007) och Holländska supercupen två gånger (2005 och 2006). Han spelade 73 ligamatcher och gjorde 19 ligamål för klubben innan han köptes av Liverpool sommaren 2007.

### Liverpool
Övergången till Liverpool slutfördes den 13 juli 2007 och Babel blev då den engelska klubbens tredje dyraste nyförvärv genom tiderna efter Fernando Torres och Djibril Cissé med en övergångssumma på 11,5 miljoner pund. Han debuterade för sin nya klubb i en träningsmatch mot Werder Bremen den 17 juli. Under sin första säsong i klubben gjorde Babel 10 mål på 49 matcher varav 29 från start. Efterföljande säsong fick han inte lika mycket speltid, han startade bara 13 matcher och medverkade i totalt 42.
Den 18 januari 2011 meddelade Liverpool via sin officiella hemsida att man accepterat ett bud på Babel från den tyska klubben TSG 1899 Hoffenheim som därmed fick tillåtelse att diskutera kontrakt med spelaren.

### Hoffenheim
Den 25 januari meddelade sedan Hoffenheim via sin officiella hemsida att Babel hade skrivit på ett 2,5-årskontrakt med klubben. Klubben valde att inte avslöja övergångssumman men media spekulerade i att den låg på runt 6 miljoner pund.

### Galatasaray
Den 28 juni 2019 värvades Babel av turkiska Galatasaray, där han skrev på ett treårskontrakt.
I januari 2020 lånades Babel ut till Ajax på ett låneavtal över resten av säsongen 2019/2020.

## Landslagskarriär
Babel medverkade i inledningen av sin karriär i flera meriterande ungdomsmästerskap för landslag, bland annat U20-VM 2005 och U21-EM 2007. I U21-EM 2007 tog Nederländernas U21-landslag sitt andra raka EM-guld efter att ha besegrat Serbien U21 i finalen med 4–1, Babel gjorde ett av målen.
Babel debuterade i Nederländernas seniorlandslag som artonåring den 26 mars 2005 mot Rumänien i en match där Babel fastställde slutresultatet till 2–0. Med målet blev Babel den yngsta målgöraren i det nederländska landslaget på 68 år, och den fjärde yngsta genom tiderna.

## Musikkarriär
Ryan Babel har utöver fotbollskarriären en rapkarriär. Sommaren 2008 var han med som gästartist i låten "Eeyeeyo" tillsammans med några holländska rappare. I musikvideon, som släpptes den 17 juni 2008 på Youtube, rappar Babel den sista delen samtidigt som han dribblar och trixar med en boll. Babel har även varit gästartist tillsammans med Real Madrid-spelaren Royston Drenthe i låten "Tak Takie" med den holländska rapparen U-Niq.